# 大いなる旅路
『大いなる旅路』（おおいなるたびじ）は、東映東京撮影所が製作した1960年（昭和35年）公開の日本映画である。国鉄の機関士とその一家の30年にわたる物語を描く。

## 内容
盛岡を中心とした岩手県を舞台に、とある機関士の、若き日から戦中戦後を経て定年（55歳）で国鉄を退職するまでを描いたもの。

## キャスト
- 岩見浩造 - 三國連太郎（ブルーリボン賞主演男優賞受賞[2][4]）
- 妻 ゆき子 - 風見章子
- 長男 忠夫 - 南廣
- 次男 静夫 - 高倉健
- 三男 孝夫 - 中村嘉葎雄
- 長女 咲子 - 小宮光江
- 佐久間太吉 - 加藤嘉
- 妻 くに子 - 利根はる恵
- 長男 義樹 - 梅宮辰夫
- 長女 芳江 - 八代万智子
- 神崎五郎 - 山本麟一
- 田辺徹 - 長谷部健
- 小春 - 星美智子
- 機関区長 - 東野英治郎
- 機関区長 - 松井次郎
- 老機関士 - 石島房太郎
- 橋本機関士 - 河野秋武
- 若い機関助手 - 友野博司
- ふじ - 英百合子
- 運転助役 - 小金井秀春
- 十河国鉄総裁 - 永田靖
- 心中未遂の男 - 小嶋一郎
- 心中未遂の女 - 香山光子
- 署長 - 志摩栄
- 飲屋の女将 - 日高澄子
- 辰巳屋の女将 - 相馬道子
- 山男 - 関山耕司
- バーのマダム - 中野かほる
- 忠夫の少年時代 - 板垣浩一
- 静夫の少年時代 - 帆足隆幸
- 義樹の少年時代 - 津山勝美
- 咲子の少女時代 - 小沢あけみ
- 盛岡駅長 - 明石潮
- 雪の駅の駅長 - 花沢徳衛
- 東京教習所の仲間 - 南川直
- 保線の区員 - 佐原広二
- 産婆 - 不忍郷子
- 電報配達夫 - 打越正八
- 車掌 - 滝沢昭

## 製作

### 映画のモデル
この映画の中での機関車転覆事故は実際に1944年3月12日、山田線の平津戸駅と川内駅の間で蒸気機関車C58283牽引の貨物列車が転覆した事故をモチーフにしている。全編を通じて鉄道機関士の真摯な生き方を描く作品であると評価され、当時の国鉄の協力を得た。映画では同じ山田線の浅岸駅で蒸気機関車18633を実際に盛岡鉄道管理局長立会いで脱線転覆させて撮影を行った。この時代の番線映画としては信じがたいが、撮影期間は2年にわたったとされる。

### 企画
企画は脚本の新藤兼人で、前述の事故で「死ぬ間際まで安全のため職務を全うした機関士」として国労の殉職者名簿の記録された加藤岩蔵機関士のエピソードを知った新藤が脚本を手がけて関川秀雄監督に提供したといわれる。三國連太郎が演じる主人公の名前・岩見浩造は加藤岩蔵の名前を捩ったものとなっている。東映のプロデューサー・俊藤浩滋は著書で「国鉄OBでもある大川博社長が自ら企画した唯一の映画でないか」と述べている。

### 撮影
実車を使用した事故再現シーンも大川と国鉄の結びつきがあって生まれた面があり、東映は国鉄から表彰も受けるなど良好な関係を築いていた。また、監督の関川秀雄の実兄は、国鉄でのちに新幹線開発にかかわり、鉄道運転局長や北海道総局長などの要職を務めた関川行雄であった。
これらの関係を前提に企画された『新幹線大爆破』で、東映は国鉄から思わぬ拒絶を受けることとなる。
サードの助監督だった内藤誠は「昔も勿論、撮影中に酒を飲んだら大問題だけど、関川秀雄さんは撮影中の夕飯に飲む人でね。僕が東映に入りたての頃、『大いなる旅路』の盛岡ロケで関川さんが『内藤、一杯いくか?』って言うから一杯クッといっちゃったんだけど、僕はすぐ顔が赤くなる方だからチーフに『お前、夜間ロケがあること、知ってるだろう！東京帰れ！監督が飲んでることだって怒鳴りつけてやりたいぐらいなのに、お前が飲んだら照明部だって怒るだろう！』と怒られた。それで荷物をまとめていたら、それを見ていた照明部や他のスタッフが『入りたてでよく知らないんだから、そういうのはやめてくれ。内藤が帰るなら俺らも帰る」と言ってくれ、帰らずに済んだという。内藤は「当時の東映東京撮影所のスタッフルームにはビールが常備されていて、撮影が終わったら皆で飲んでたんですよ。2011年に久々に映画の現場に行ったら、撮影が終わると、皆パソコンに向かうんだよ。あれは不思議だったなあ。現場は終わったらビールでしょ！」などと述べている。